# Armeniens ambassad i Stockholm
Armeniens ambassad i Stockholm är Republiken Armeniens diplomatiska representation i Sverige. Den öppnade år 2014 och är belägen på Sveavägen 76. Ambassadör sedan 2019 är Aleksandr Arzumanjan.

## Beskickningschefer
| Namn                 | Period    | Funktion   |
| -------------------- | --------- | ---------- |
| Artak Apitonjan      | 2014–2019 | Ambassadör |
| Aleksandr Arzumanjan | 2019–     | Ambassadör |